# Sagolikt bokförlag
Sagolikt Bokförlag är ett svenskt bokförlag som främst ger ut barn- och ungdomsböcker och ljudböcker för åldern 1–16 år. Förlaget har specialiserat sig på böcker som utmanar de traditionella normerna. Förlaget grundades 2008 av författaren Anette Skåhlberg och illustratören Katarina Dahlquist, och har sin bas i Uppsala och Helsingborg. 
Den första Prinsessan Kristalla kom i september 2008, och följdes av Kalle med klänning och Kalle som lucia.